# 袋井市自主運行バス
袋井市自主運行バス（ふくろいしじしゅうんこうバス）とは、静岡県袋井市のコミュニティバスの通称である。
なお、地方公営企業としての運行ではない。

## 概要
南部循環線はメローバス、北部循環線はフーちゃん号の愛称が付いている。
いずれも運行は年末年始（12月29日 - 1月3日）を除く月 - 金曜日。土日祝日は運休。

## 沿革
- 2000年7月17日 メローバス運行開始
- 2002年1月7日 フーちゃん号運行開始
- 2002年4月1日 メローバス運行改正
- 2006年4月3日 メローバス、フーちゃん号運行改正
- 2009年11月2日 メローバス、フーちゃん号運行改正
- 2011年7月1日 メローバス、フーちゃん号運行改正
- 2014年2月 経営状況悪化を理由に、3月末をもって委託運行終了を表明していたスター観光が倒産。さくら交通による運行が開始される4月まで袋井市が公用車を無償運行した。
- 2016年10月3日 運行およびルート改正
- 2019年4月1日 運行事業者がさくら交通から遠鉄アシストへ変更。中東遠総合医療センター路線が停留所型デマンドタクシーでの運行に変更[1]。
- 2021年4月1日 三川・今井・袋井駅線と宇刈・袋井東・袋井駅線が北部循環線に、浅羽・田原・袋井駅線と大野・笠原・袋井駅線が南部循環線として統合リニューアルされた。また、浅羽西地区においてデマンドタクシーが運行開始された。
- 2023年4月1日 北部循環線と南部循環線の一部経路変更を実施。また、運行事業者を遠鉄アシストから遠州鉄道に変更。
- 2024年4月1日 白雲荘停留所廃止。

## 路線
2023年時点では袋井駅・中東遠総合医療センター線を秋葉バスサービスが、それ以外の自主運行路線を遠州鉄道（自家用車請負課磐田営業所）が、デマンドタクシーを遠鉄タクシーが運行している。下記の路線以外にも三川地区や浅羽東地区においては地域協働運行バスが運行されている。

### 自主運行バス

#### 北部循環線（フーちゃん号）
- 袋井駅北口 - 天神町 - 土橋 - 延久公会堂 - 山科上 - 平宇 - 深見東 - イオン袋井 - 可睡の杜 - 聖隷袋井市民病院 - 久野城址 - 袋井市役所 - 袋井駅北口
  - 系統番号は、反時計回りが51・時計回りが52となっている。
  - 始発便のみイオン袋井発となる。
  - 2023年4月に経路変更を実施し、山田公会堂 - イオン間は廃止された。なお、循環線の中に組み込まれ深見東は存続している。

#### 南部循環線（メローバス）
- 袋井駅南口 - 袋井高校入口（神長） - 白雲荘 - 浅羽東小学校前 - パディ - 大庭 - 浅羽支所（メロープラザ）（ - 風見の丘 - 三沢公会堂 - 風見の丘） - 浅羽支所（メロープラザ） - 大庭 - パディ - 松袋井 - 木原 - 袋井駅南口
  - 系統番号は、反時計回りが53・時計回りが54となっている。
  - 一部便は柏木を経由する。
  - 始発便のみ白雲荘を経由しない。
  - 2023年4月に経路変更を実施し、柏木 - 大野北間は廃止された。

#### 袋井駅・中東遠総合医療センター線
- 袋井駅前 - 方丈南 - 方丈東 - 下貫名 - 袋井高校入口 - 下石野 - 愛野駅南口 -  平野公会堂前 - 中東遠総合医療センター
  - 2021年4月のダイヤ改正により、上貫名経由から袋井高校入口経由に経路変更を行った。
  - 2021年10月のダイヤ改正により、平野公会堂前停留所が新設された。
  - 2023年4月のダイヤ改正により、下石野停留所が新設された。

### デマンドタクシー
下記路線は停留所型のデマンドタクシーである。宇刈地区や浅羽東地区、浅羽西地区でもデマンドタクシーが運行されているが、こちらはドアツードア方式となっている。
法多線
- 袋井駅南口 - ニチアス - 砂本町 - 看護学校前 - 袋井高校入口 - 宝野 - 理工科大学入口／菩提 - 法多山
  - 遠鉄バス法多線の廃止代替路線。
  - 法多山方面行きの第8便のみ看護学校前止まりとなる。
  - 2023年4月より、袋井駅の乗り場が北口から南口に変更された。

## 運賃
現行運賃は南部循環線と北部循環線が一律100円、袋井駅・中東遠総合医療センター線とデマンドタクシー（停留所型）が一律200円、デマンドタクシー（ドアツードア型）が一律400円（乗合の場合は一律300円）（いずれも未就学児は無料）。
現在は運行事業者にかかわらず乗車カードは利用できず現金のみとなる（袋井駅・中東遠総合医療センター線を除く）。
袋井駅・中東遠総合医療センター線では2025年3月20日より、各種QRコード決済による運賃支払いが可能となった。対応路線は自主運行を含む全線。（対応決済サービス：PayPay、au PAY、d払い、楽天ペイ、メルペイ、AEON Pay、Alipay、WeChat Pay）
なお、停留所型デマンドタクシーは利用者登録証および電話予約が必要となっている。

## 車両
北部循環線及び南部循環線では2019年3月31日までは小型バスが中心に運用されていたが、同年4月1日より10人乗りのワンボックス型に小型化された。秋葉バスサービスが運行する袋井駅・中東遠総合医療センター線では大型・中型のバス車両が運用されている。
2019年3月31日までの車両は以下のとおり。
- フーちゃん号 - 中型バス、ジャンボタクシー
- メローバス - 小型バス
  - メローバスのバス車両での運行は、2009年10月31日で終了した。これにより遠州鉄道は運行から撤退した（→2023年4月より再受託）。
  - 2012年4月より、フーちゃん号はさくら交通、メローバスはスター観光が運行するようになったが、2014年のスター観光倒産後は、さくら交通がメローバスの運行を引き継いだ[2]。